# Sufiage
Sufiage（スフィッジ）は、2ちゃんねるを攻撃するトロイの木馬である。2006年に発見された。Microsoft Windowsが感染する。
2ちゃんねるのダウンロードソフト板、ニュース議論板、ニュース速報(VIP)板にfusianasan（名前欄にIPアドレスを表示）した状態でランダムに選ばれた文章を書き込む。中には殺害予告の文章もある。2ちゃんねるでは「イオナズンスクリプト」と呼ばれた。特に、Sufiage.Cと呼ばれる変種は特定の名前を持ったスレッドを監視し、そのスレッドに書かれたエンコードされた指令にしたがって以上の事を行うボットネット構成の機能もあった。